# Iridomyrmex hesperus
Iridomyrmex hesperus é uma espécie de formiga do gênero Iridomyrmex.